# Pilichremylus brachialis
Pilichremylus brachialis är en stekelart som beskrevs av Sergey A. Belokobylskij 1992. Pilichremylus brachialis ingår i släktet Pilichremylus och familjen bracksteklar. Inga underarter finns listade i Catalogue of Life.